# Kale, Žalec
Kale este o localitate din comuna Žalec, Slovenia, cu o populație de 168 de locuitori.